# Friesea montechristii
Friesea montechristii is een springstaartensoort uit de familie van de Neanuridae. De wetenschappelijke naam van de soort is voor het eerst geldig gepubliceerd in 1969 door Dallai.